# Soudinès
Soudinès (en grec ancien Σουδινες) (fl. -240) est un sage babylonien. Les écrivains du Haut-Empire romain comme Strabon le citent comme étant l'un des fameux mathématiciens et astronomes chaldéens :
« À Babylone un groupe de personnes se sépare des philosophes locaux, les chaldéens, comme ils sont appelés, plus intéressés par l'astronomie ; mais certains d'entre eux, qui ne sont pas reconnus par les autres, prétendent être auteurs d'horoscopes. Il y a également plusieurs tribus d'astronomes chaldéens. Par exemple, certains sont appelés Orcheni [ceux d'Uruk], d'autres Borsippeni [de Borsippa], et plusieurs autres sous différents noms, divisés en différentes sectes qui soutiennent des dogmes différents sur les mêmes sujets. Et les mathématiciens font mention de certains de ces hommes ; par exemple Kidenas, Nabourianos et Soudinès. »
Comme son prédécesseur Bérose, il quitta la Babylonie pour s'établir en Grèce, en tant que conseiller du roi Attale Ier de Pergame. L'astrologue latin Vettius Valens lui attribue la construction des tables des phases de la Lune qui étaient en usage chez les astronomes grecs, avant d'être supplantées par celles d’Hipparque puis de Ptolémée. Soudinès a pu jouer un rôle clef dans la transmission des connaissances astronomiques des Chaldéens aux Grecs, mais rien n'a subsisté de son œuvre et l'on ignore les détails de sa vie. On rapporte également qu'il fut le premier à assigner une signification astrologique aux pierres précieuses.